# DNS记录类型列表
本網域名稱系統記錄類型列表提供網域名稱系統（DNS）記錄類型（數據庫記錄）的概覽，而這些記錄都是存儲在網域名稱系統（DNS）的區域文件（zone files）。
網域名稱系統實現將域名和IP 位址相互對映的一個分散式數據庫，能夠使人更方便的存取互聯網。在這些域名伺服器，不同的記錄類型有著不同的用途。

## 記錄類型
| 代碼                      | 號碼  | 定義的 RFC       | 描述                                   | 功能 |
| ------------------------- | ----- | ---------------- | -------------------------------------- | --- |
| A                         | 1     | RFC 1035         | IPv4地址記錄                           | 傳回一個32位元的IPv4地址，最常用於映射主機名稱到IP地址，但也用於DNSBL（RFC 1101）等。 |
| AAAA                      | 28    | RFC 3596         | IPv6地址記錄                           | 傳回一個128位元的IPv6地址，最常用於映射主機名稱到IP地址。 |
| AFSDB                     | 18    | RFC 1183         | AFS檔案系統                            | （Andrew File System）資料庫核心的位置，於域名以外的 AFS 客戶端常用來聯繫 AFS 核心。這個記錄的子類型是被過時的的 DCE/DFS（DCE Distributed File System）所使用。                                                                            |
| APL                       | 42    | RFC 3123         | 地址字首列表                           | 指定地址列表的範圍，例如：CIDR 格式為各個類型的地址（試驗性）。 |
| CAA                       | 257   | RFC 6844         | 权威认证授权                           | DNS认证机构授权，限制主机/域的可接受的CA |
| CDNSKEY                   | 60    | RFC 7344         | 子關鍵記錄                             | 關鍵記錄记录的子版本，用于转移到父级 |
| CDS                       | 59    | RFC 7344         | 子委託簽發者                           | 委託簽發者记录的子版本，用于转移到父级 |
| CERT                      | 37    | RFC 4398         | 憑證記錄                               | 儲存 PKIX、SPKI、PGP等。 |
| CNAME                     | 5     | RFC 1035         | 規範名稱記錄                           | 一個主機名字的別名：網域名稱系統將會繼續嘗試查找新的名字。 |
| DHCID                     | 49    | RFC 4701         | DHCP（動態主機設定協定）識別碼         | 用於將 FQDN 選項結合至 DHCP。 |
| DLV                       | 32769 | RFC 4431         | DNSSEC（域名系統安全擴展）來源驗證記錄 | 為不在DNS委託者內發佈DNSSEC的信任錨點，與 DS 記錄使用相同的格式，RFC 5074 介紹了如何使用這些記錄。 |
| DNAME                     | 39    | RFC 2672         | 代表名稱                               | DNAME 會為名稱和其子名稱產生別名，與 CNAME 不同，在其標籤別名不會重覆。但與 CNAME 記錄相同的是，DNS將會繼續嘗試查找新的名字。 |
| DNSKEY                    | 48    | RFC 4034         | DNSSEC所用公钥記錄                     | 於DNSSEC內使用的公钥，與 KEY 使用相同格式。 |
| DS                        | 43    | RFC 4034         | 委託簽發者                             | 包含DNSKEY的散列值，此記錄用於鑑定DNSSEC已授權區域的簽名密鑰。 |
| HIP                       | 55    | RFC 5205         | 主機鑑定協定                           | 將端點標識符及IP 地址定位的分開的方法。 |
| HTTPS                     | 65    | RFC 9460         | 绑定HTTPS                              | 与建立HTTPS连接相关的记录。详见DNSOP工作组和阿卡迈科技发布的草案。 |
| IPSECKEY                  | 45    | RFC 4025         | IPSEC 密鑰                             | 與 IPSEC 同時使用的密鑰記錄。 |
| KEY                       | 25    | RFC 2535RFC 2930 | 密钥記錄                               | 只用於 SIG(0)（RFC 2931）及 TKEY（RFC 2930）。RFC 3455 否定其作為應用程序鍵及限制DNSSEC的使用。RFC 3755 指定了 DNSKEY 作為DNSSEC的代替。                                                                                                   |
| LOC記錄（LOC record）     | 29    | RFC 1876         | 位置記錄                               | 將一個域名指定地理位置。 |
| MX記錄（MX record）       | 15    | RFC 1035         | 電郵交互記錄                           | 引導域名到該域名的郵件傳輸代理（MTA, Message Transfer Agents）列表。 |
| NAPTR記錄（NAPTR record） | 35    | RFC 3403         | 命名管理指標                           | 允許基於正則表達式的域名重寫使其能夠作為 URI、進一步域名查找等。 |
| NS                        | 2     | RFC 1035         | 名稱伺服器記錄                         | 委託DNS區域（DNS zone）使用已提供的權威域名伺服器。 |
| NSEC                      | 47    | RFC 4034         | 下一个安全記錄                         | DNSSEC 的一部份 — 用來表示特定域名的记录并不存在，使用與 NXT（已過時）記錄的格式。 |
| NSEC3                     | 50    | RFC 5155         | 下一个安全记录第三版                   | DNSSEC 的一部份 — 用來表示特定域名的记录并不存在。 |
| NSEC3PARAM                | 51    | RFC 5155         | NSEC3 參數                             | 與 NSEC3 同時使用的參數記錄。 |
| OPENPGPKEY                | 61    | RFC 7929         | OpenPGP公钥记录                        | 基于DNS的域名实体认证方法，用于使用OPENPGPKEY DNS资源记录在特定电子邮件地址的DNS中发布和定位OpenPGP公钥。 |
| PTR                       | 12    | RFC 1035         | 指標記錄                               | 引導至一個規範名稱（Canonical Name）。與 CNAME 記錄不同，DNS「不會」進行處理程序，只會傳回名稱。最常用來執行反向DNS查找，其他用途包括引作 DNS-SD。                                                                                         |
| RRSIG                     | 46    | RFC 4034         | DNSSEC 憑證                            | 用于DNSSEC，存放某记录的签名，與 SIG 記錄使用相同的格式。 |
| RP                        | 17    | RFC 1183         | 負責人                                 | 有關域名負責人的資訊，電郵地址的 @ 通常寫為 a。 |
| SIG                       | 24    | RFC 2535         | 憑證                                   | SIG(0)（RFC 2931）及 TKEY（RFC 2930）使用的憑證。RFC 3755 designated RRSIG as the replacement for SIG for use within DNSSEC. |
| SOA                       | 6     | RFC 1035         | 權威記錄的起始                         | 指定有關DNS區域的權威性資訊，包含主要名稱伺服器、域名管理員的電郵地址、域名的流水式編號、和幾個有關刷新區域的定時器。 |
| SPF                       | 99    | RFC 4408         | SPF 記錄                               | 作為 SPF 協議的一部分，優先作為先前在 TXT 存儲 SPF 數據的臨時做法，使用與先前在 TXT 存儲的格式。 |
| SRV記錄（SRV record）     | 33    | RFC 2782         | 服務定位器                             | 廣義為服務定位記錄，被新式協議使用而避免產生特定協議的記錄，例如：MX 記錄。 |
| SSHFP                     | 44    | RFC 4255         | SSH 公共密鑰指紋                       | DNS 系統用來發佈 SSH 公共密鑰指紋的資源記錄，以用作輔助驗證伺服器的真實性。 |
| TA                        | 32768 | 無               | DNSSEC 可信权威                        | DNSSEC 一部份無簽訂 DNS 根目錄的部署提案，使用與 DS 記錄相同的格式。 |
| TKEY記錄（TKEY record）   | 249   | RFC 2930         | 秘密密鑰記錄                           | 為TSIG提供密鑰材料的其中一類方法，that is 在公共密鑰下加密的 accompanying KEY RR。 |
| TSIG                      | 250   | RFC 2845         | 交易憑證                               | 用以認證動態更新（Dynamic DNS）是來自合法的用戶端，或與 DNSSEC 一樣是驗證回應是否來自合法的遞歸名稱伺服器。 |
| TXT                       | 16    | RFC 1035         | 文本記錄                               | 最初是為任意可讀的文本 DNS 記錄。自1990年起，些記錄更經常地帶有機讀數據，以 RFC 1464 指定：机会性加密（opportunistic encryption）、Sender Policy Framework（雖然這個臨時使用的 TXT 記錄在 SPF 記錄推出後不被推薦）、DomainKeys、DNS-SD等。 |
| URI                       | 256   | RFC 7553         | 统一资源标识符                         | 可用于发布从主机名到URI的映射。 |

## 其他類型及偽資源記錄
其他類型的資源記錄簡單地提供一些類型的訊息（如：HINFO 記錄提供電腦或作業系統的類型），或傳回實驗中之功能的數據。「type」欄位也使用於其他協議作各種操作。
| 代碼 | 號碼 | 定義的 RFC | 描述           | 功能 |
| ---- | ---- | ---------- | -------------- | --- |
| *    | 255  | RFC 1035   | 所有緩存的記錄 | 傳回所有伺服器已知類型的記錄。如果伺服器未有任何關於名稱的記錄，該請求將被轉發。而傳回的記錄未必完全完成，例如：當一個名稱有 A 及 MX 類型的記錄時，但伺服器已緩存了 A 記錄，就只有 A 記錄會被傳回。 |
| AXFR | 252  | RFC 1035   | 全域轉移       | 由主域名伺服器轉移整個區域文件至二級域名伺服器。 |
| IXFR | 251  | RFC 1995   | 增量區域轉移   | 請求只有與先前流水式編號不同的特定區域的區域轉移。此請求有機會被拒絕，如果權威伺服器由於配置或缺乏必要的資料而無法履行請求，一個完整的（AXFR）會被發送以作回應。                                    |
| OPT  | 41   | RFC 2671   | 選項           | 這是一個「偽 DNS記錄類型」以支援 EDNS。 |

## 過時的記錄類型
發展呈現廢棄一些最初定義的記錄類型。從 IANA 的記錄可見，一些記錄類型由於一些原因而被限制其使用、一些被標示為明顯過時的、有些是為了隱藏的服務、有些是為了舊版本的服務、有的有特別記錄指出它們是「不正確的」。
- 由 RFC 973 定義為過時：MD(3)、MF (4)、MAILA (254)
- 為了發佈郵件列表訂戶的 DNS 記錄：MB(7)、MG(8)、MR(9)、MINFO(14)、MAILB (253)。 在 RFC 883 標明的意圖是為了讓 MB 代替 SMTP VRFY 指令、MG 代替 SMTP EXPN 指令、及讓 MR 代替「551 User Not Local」SMTP 錯誤。其後，RFC 2505 提議將 VRFY 及 EXPN 指令兩者停用，使利用 MB 及 MG 永遠不可能獲得通過。
- 在 RFC 1123 不提議使用「not to be relied upon」（RFC 1127 有更多的資訊）：WKS(11)[10]
- 錯誤: NB(32)、NBSTAT(33)（自 RFC 1002）；號碼現已分配給 NIMLOC 及 SRV。
- 由 RFC 1035 定義為過時：NULL(10)（RFC 883 定義「完成查詢」（操作碼二及可能是三）有在使用此記錄，後來 RFC 1035 重新分配操作碼二為「狀態」及保留操作碼三）。
- 定義為早期的 IPv6 但其後由 RFC 3363 降級為試驗性：A6(38)
- 由 DNSSEC 更新（RFC 3755） 定義為過時：NXT(30)。同一時間，為 KEY 及 SIG 域名的適用性限制為不包括 DNSSEC。
- 第一版 DNSSEC（RFC 2230、RFC 2065）的一部份，現已過時：KX(36)
- 目前沒有任何顯著的應用程序使用：HINFO(13)、RP(17)、X25(19)、ISDN(20)、RT(21)、NSAP(22)、NSAP-PTR(23)、PX(26)、EID(31)、NIMLOC(32)、ATMA(34)、APL(42)
- 由 Kitchen Sink（页面存档备份，存于） 互聯網草案（英语：Internet draft），但從未達至 RFC 水平：SINK(40)
- 一個 LOC 記錄更有限的早期版本：GPOS(27)
- IANA 保留，及後未有 RFC 記錄它們  而支援已由 BIND 於九零年初移除：UINFO(100), UID(101)、GID(102)、UNSPEC(103)

RP(17) 可能被使用於有關指定的主機的不同聯絡點、子網域其他 SOA 記錄不包含的域名級別的人類可讀信息。

## 更多有關資訊
- .   [2008-05-25]. （原始内容存档于2008-05-13）..